# Андреев, Михаил Александрович (Герой Советского Союза)
Михаи́л Алекса́ндрович Андре́ев (15 июня 1914 года,, Усть-Кут, Иркутская область — 13 марта 1991 года, Иркутск) — гвардии капитан, командир пулемётной роты 82-го гвардейского стрелкового полка. Герой Советского Союза.

## Биография
Михаил Александрович Андреев родился в селе Усть-Кут Киренского уезда Иркутской губернии (сейчас город Усть-Кут Иркутской области).
С окончанием семи классов школы Андреев работал в электриком на шахте № 7 города Черемхово и мастером Иркутской ЦЭС, а после возвращения в Усть-Кут стал работать на должности заведующего отделом политпросветработы Усть-Кутского района.
Окончил курсы младших лейтенантов Забайкальского военного округа и курсы «Выстрел».
В 1938 году принимал участие в боях у озера Хасан, а с 1942 года в должности командира роты — в Великой Отечественной войне на Волховском, Ленинградском и 3-м Белорусском фронтах. За время войны был трижды ранен.
Михаил Андреевич Андреев отличился в боях на Земландском полуострове 14—17 апреля 1945 года, находясь на должности командира пулемётной роты. Заменил вышедшего из строя командира батальона. Под командованием Андреева батальон прорвал оборону противника в районе села Зоргенау (ныне село Покровское Калининградской области), овладеть станцией Пальмникен (ныне посёлок Янтарный) и в числе первых выйти к Балтийскому морю. Звание Героя Советского Союза присвоено 29 июня 1945 года.
После окончания войны в 1945 году Андреев вышел в запас в звании капитана. Жил в Иркутске, работал в Иркутском рыбтресте и начальником снабжения 1-й типографии города.
Умер 13 марта 1991 года в Иркутске. Похоронен на Радищевском кладбище.

## Награды
- Медаль «Золотая Звезда»;
- Орден Ленина;
- Орден Отечественной войны 1 и 2 степени;
- Орден Красной Звезды;
- Медали.

## Память
В честь героя названа улица в Правобережном округе Иркутска.
В Иркутске на доме, где жил Михаил Андреев, установлена мемориальная доска в его честь.